# 癭
癭（來自拉丁語 galla，意指橡樹的蘋果; 或cecidia，來自希臘語）又稱癭瘤、是植物外部組織上的腫脹生長物，類似動物的良性腫瘤或疣。它們可能是由各種寄生者引起的，從病毒、真菌、細菌、蜱或是蟎到其他植物、和昆蟲。癭通常具有高度組織分化的結構，因此往往可以根据癭的形态分辨出造癭者，特别是昆蟲和蟎類导致的癭。
蟲癭，是指植物組織受到昆蟲刺激而不正常增生的現象。該刺激可能是昆蟲所釋放出的化學物質，或是單純的物理刺激。

## 造癭的生物
癭是由多種生物引起的，包括昆蟲、蟎蟲和線蟲等動物；真菌；細菌;病毒；和其他植物 等。

### 昆蟲
由昆蟲所引起的癭叫做蟲癭（insect gall）。可以產生蟲癭的昆蟲，稱做造癭昆蟲；而產生蟲癭的植物，叫做產癭植物。蟲癭通常是由幼蟲或是成蟲食用植物的部位，並注入化學物質、或是母蟲產卵所造成的機械性刺激所引起。蟲癭產生後，幼蟲就在裡面發育成長，直到成熟後才離開。一般來說，昆蟲需把握植物細胞分裂最快、形成蟲癭的組織仍在發育的時期，如春天的嫩芽，來造癭，但這不是絕對，有記錄某些癭蚋在較老的組織上也能誘導出蟲癭。蟲癭可在植物的很多部位上都能發現，如葉片、葉柄、枝條、芽、根或花，但是造癭昆蟲對造癭的位置具有高度專一性，通常只在某一種特定組織、單一種植物上造癭，最多也只在相近的植物種上造癭。
造癭昆蟲有7大類、分成6個目：膜翅目的癭蜂、葉蜂等；雙翅目的癭蚋、果實蠅等；同翅目腹吻亞目的蚜蟲、介殼蟲及木蝨等；半翅目的網蝽；纓翅目的薊馬；鱗翅目的捲葉蛾、透翅蛾等；鞘翅目的天牛、象鼻蟲等。

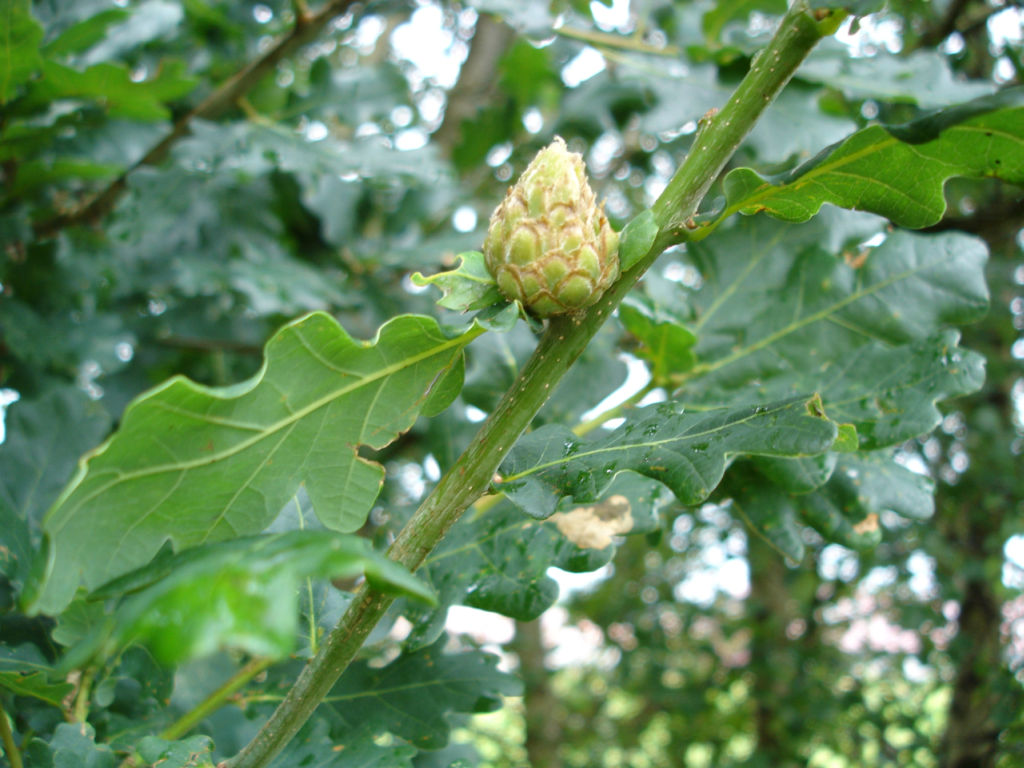
Andricus foecundatrix
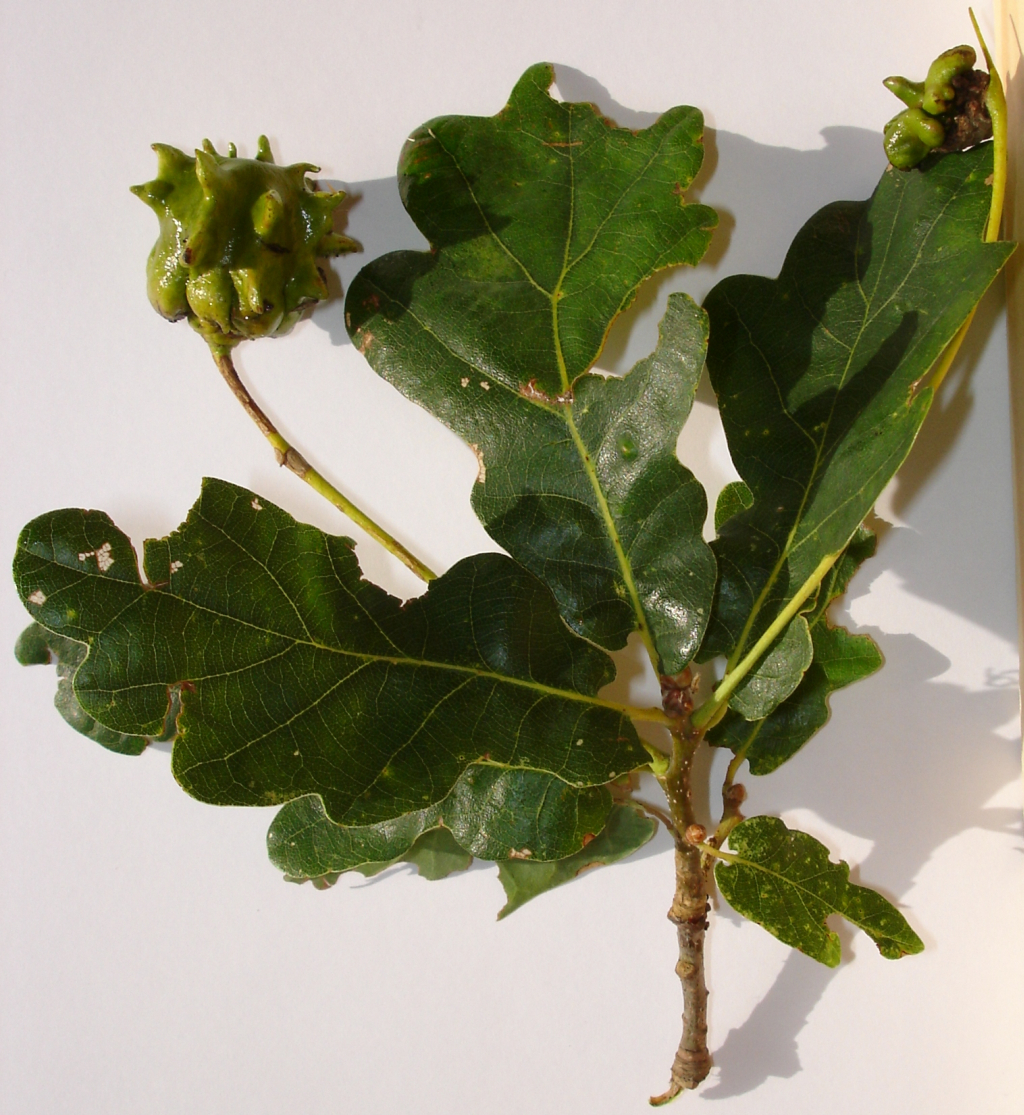
Andricus quercuscalicis
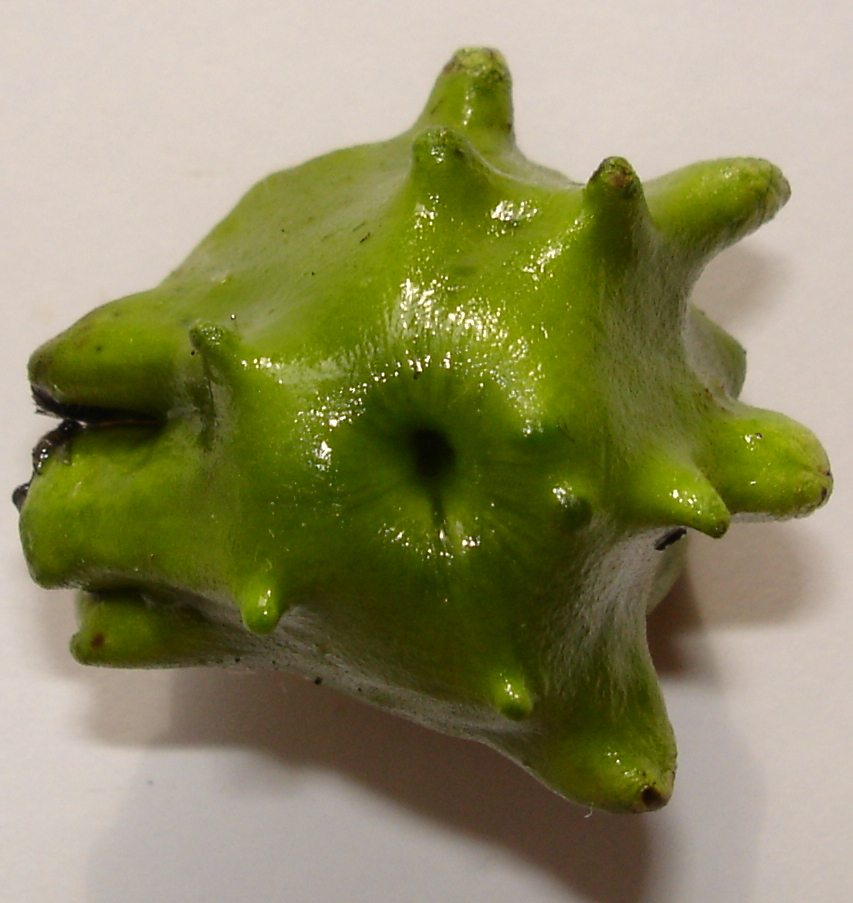
Andricus quercuscalicis
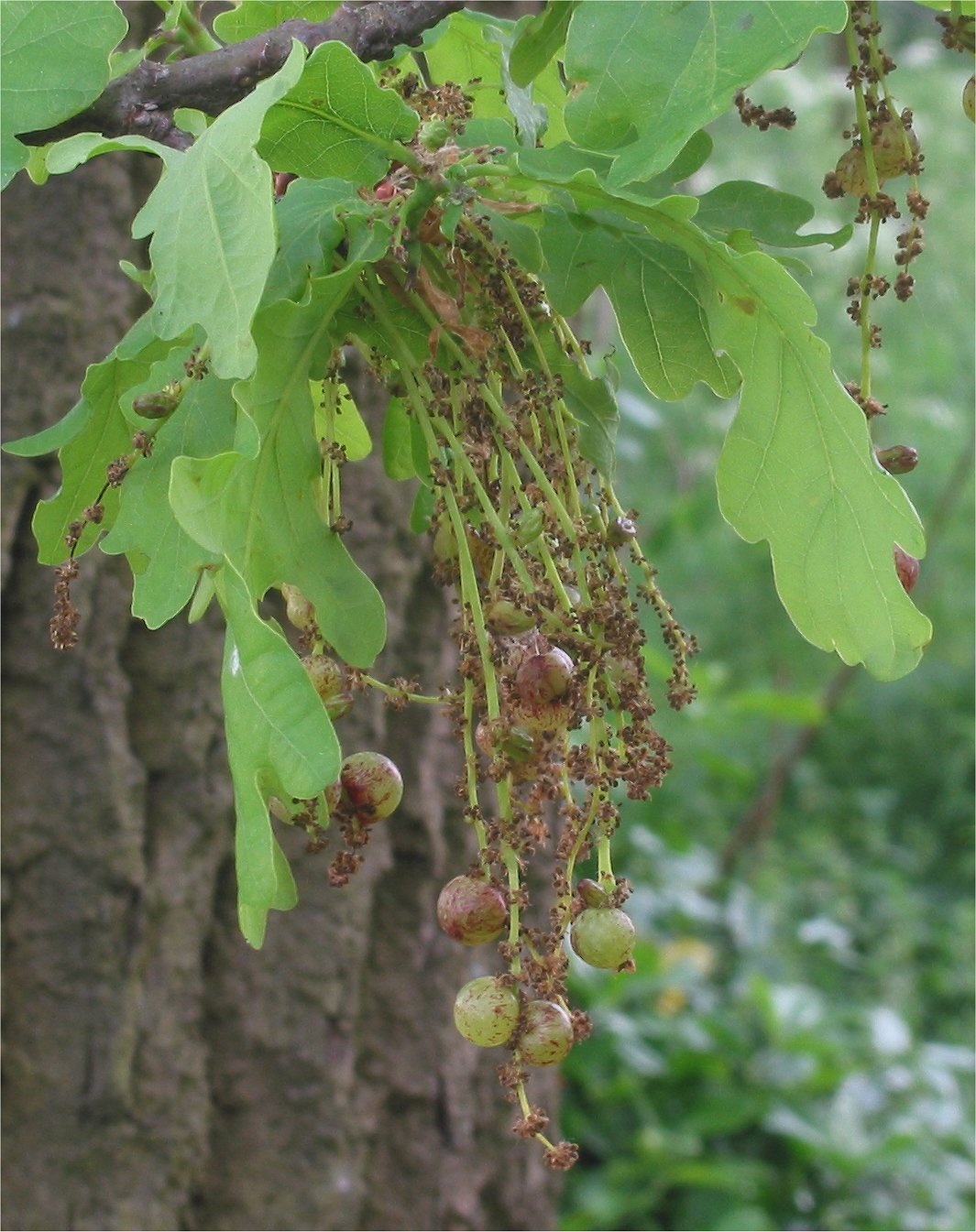
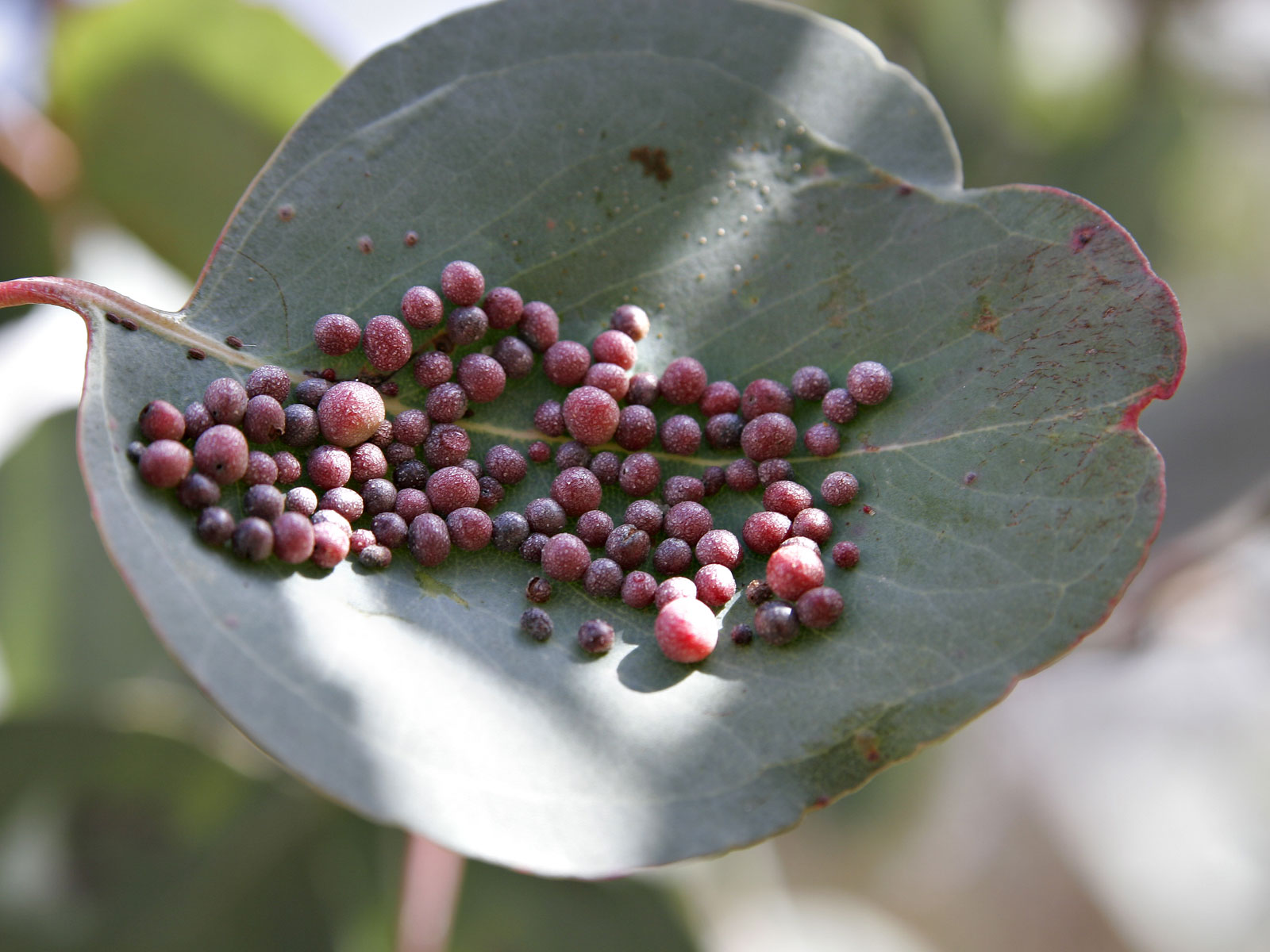
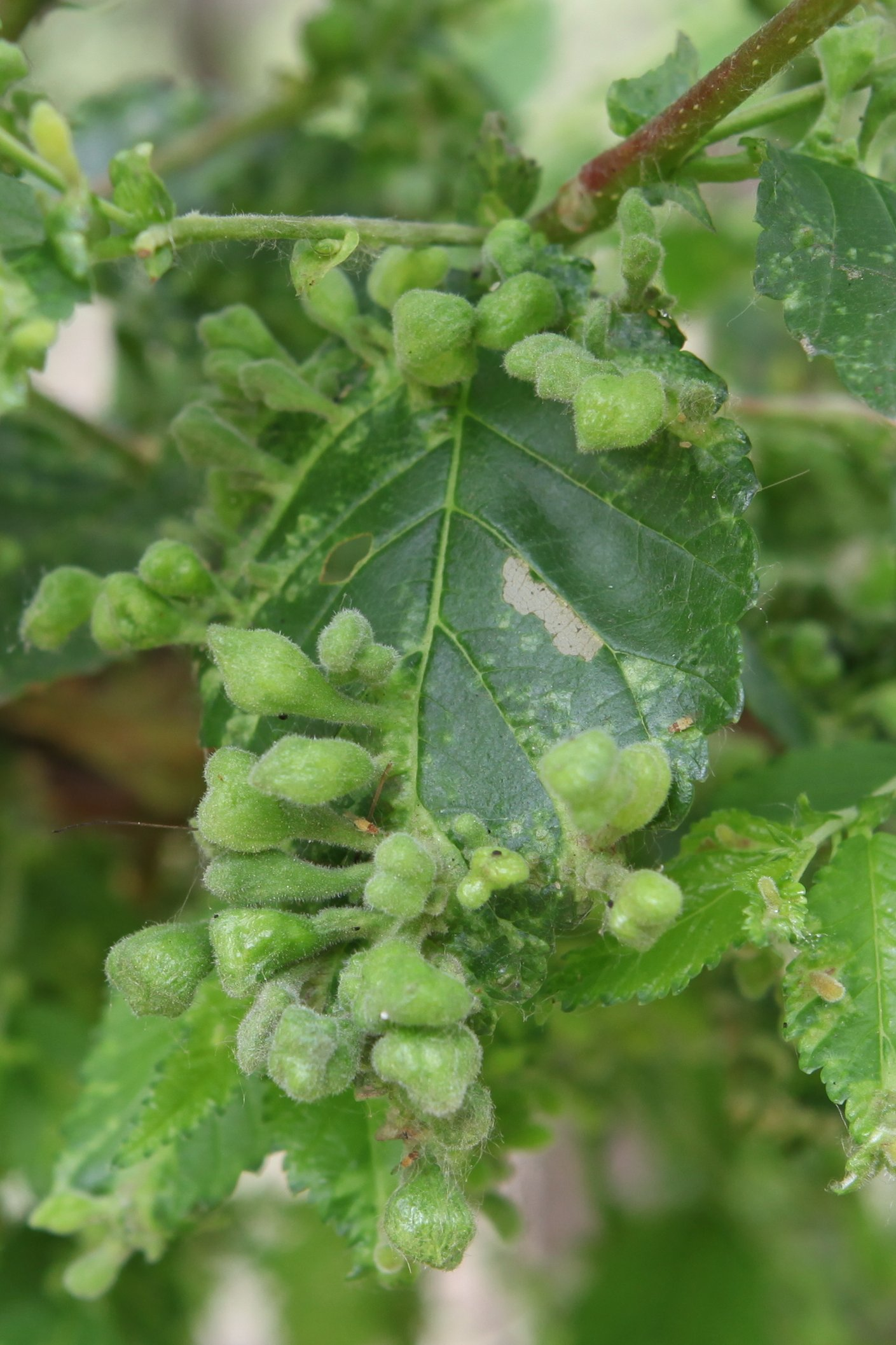
桃树叶上的癭，摄于北京市
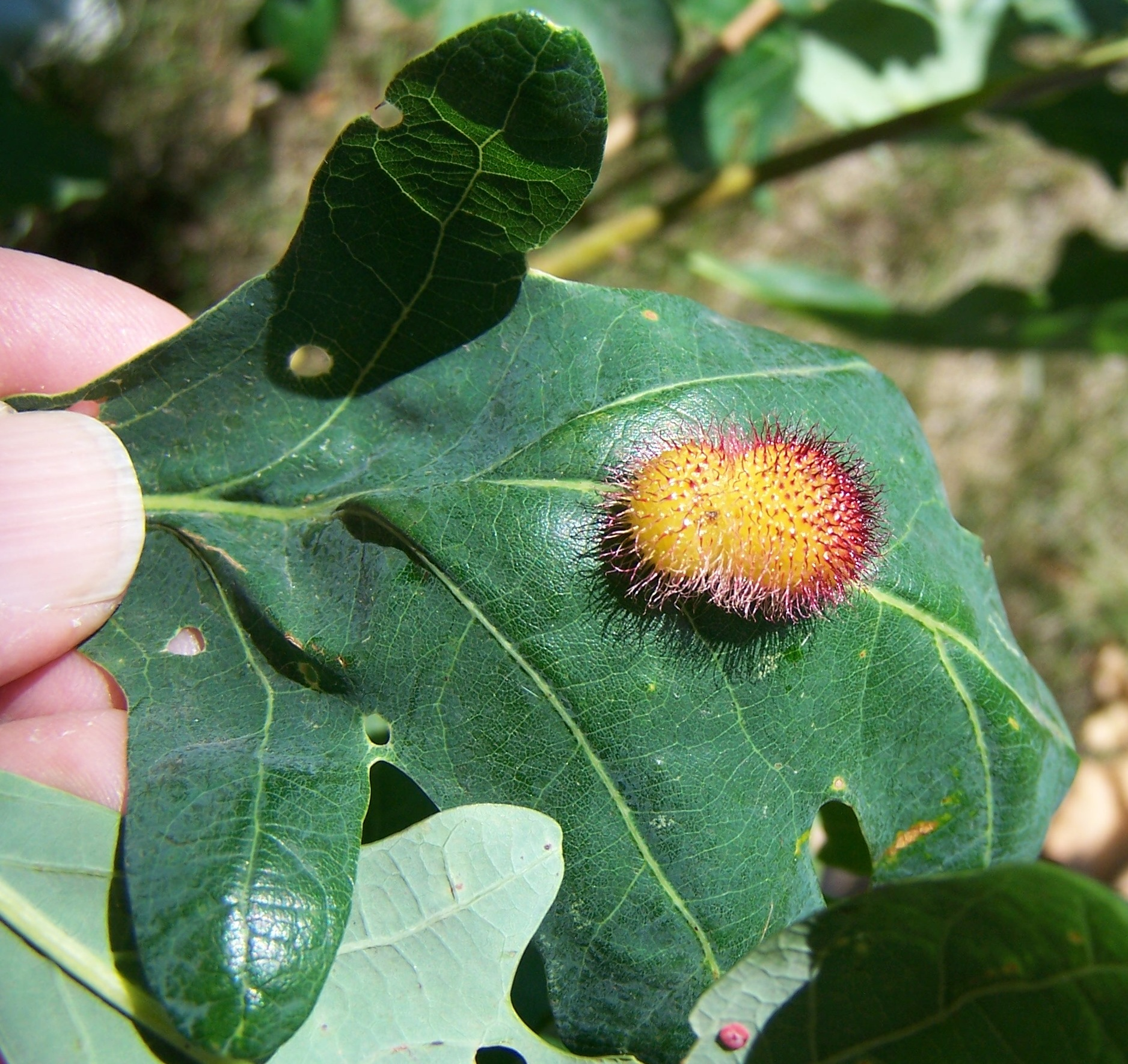
在北美白橡上的癭蜂蟲癭
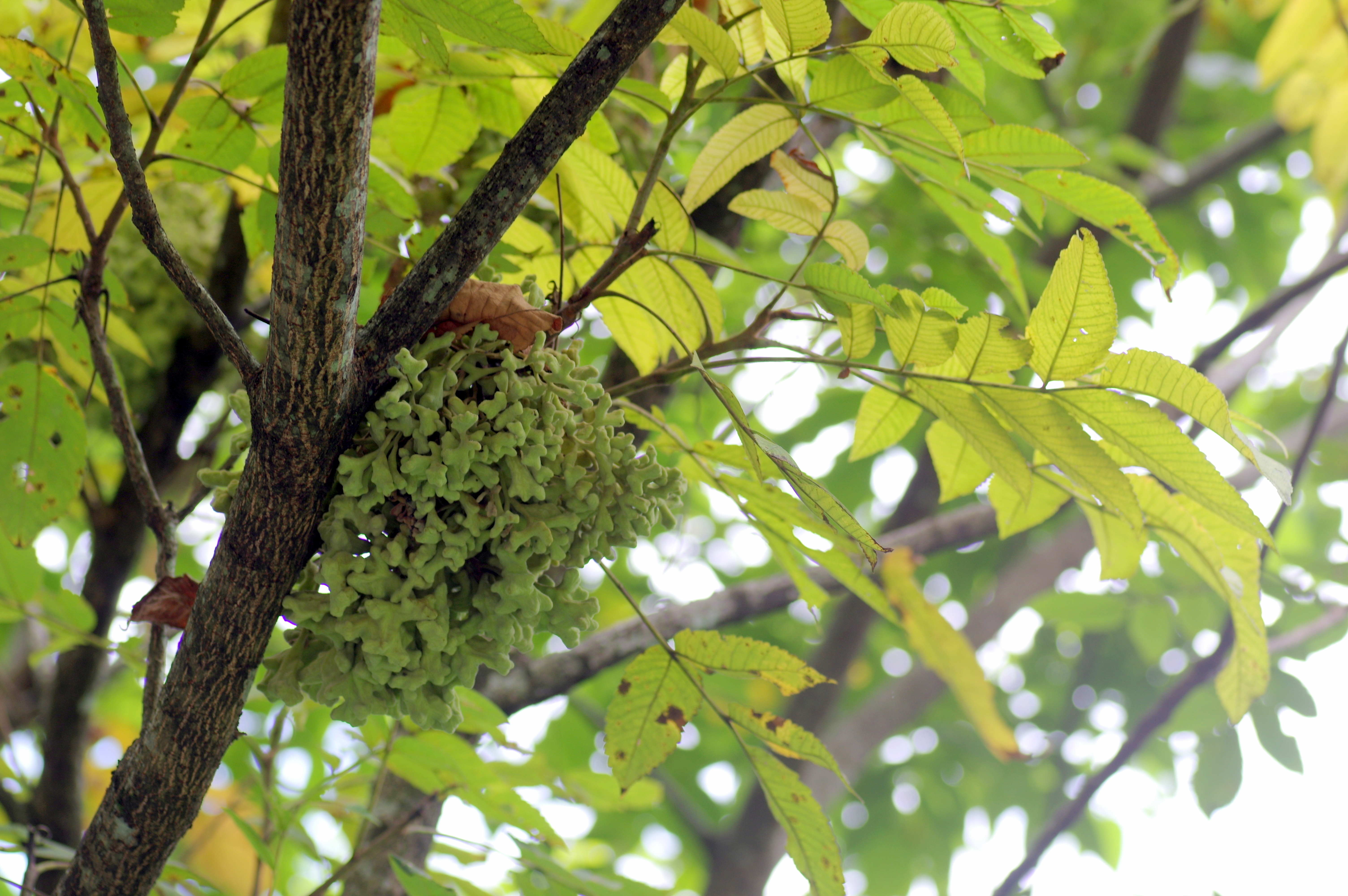
羅氏鹽膚木上的珊瑚狀蟲癭，攝於桃園
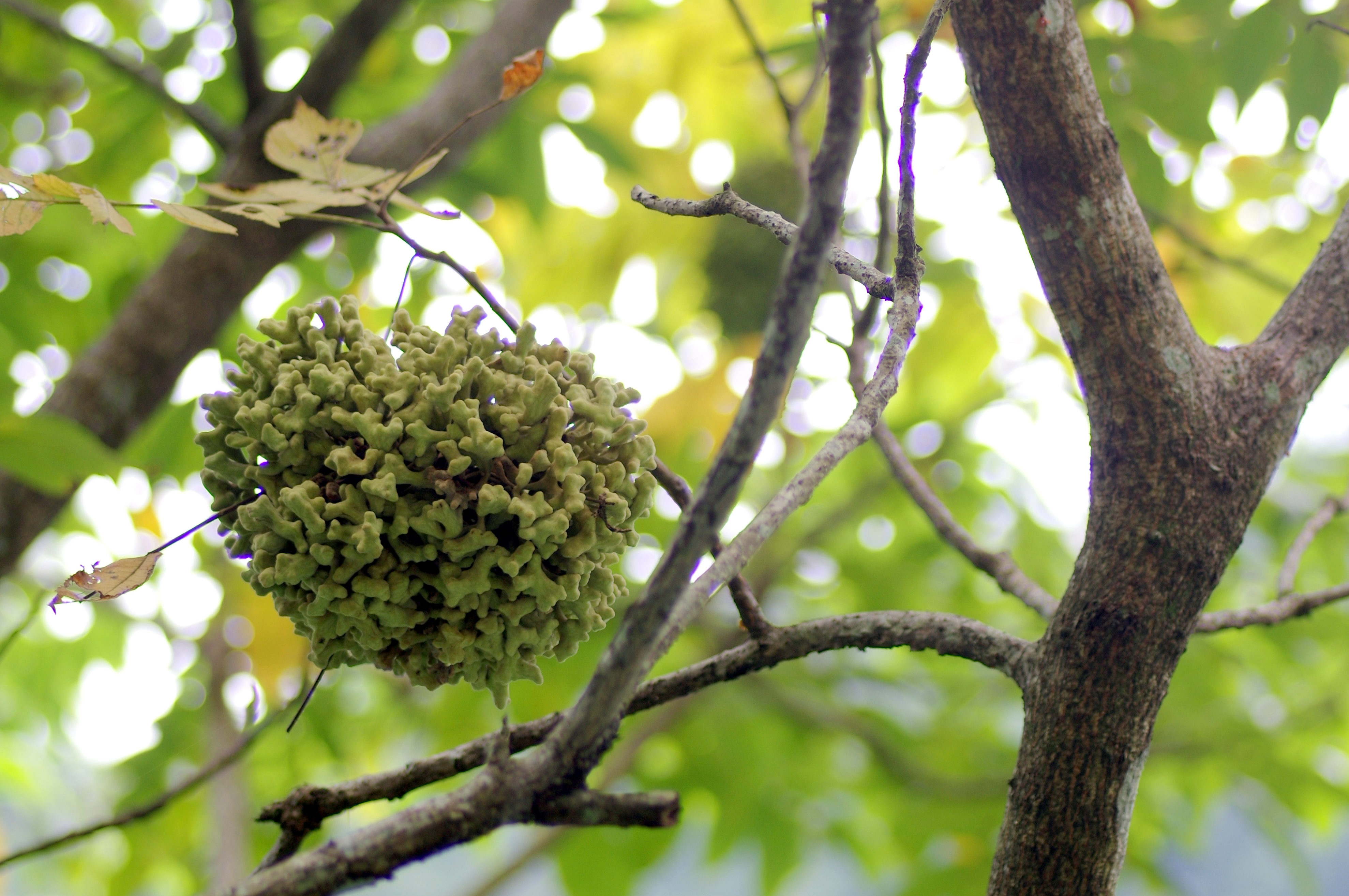
羅氏鹽膚木上的珊瑚狀蟲癭，攝於桃園
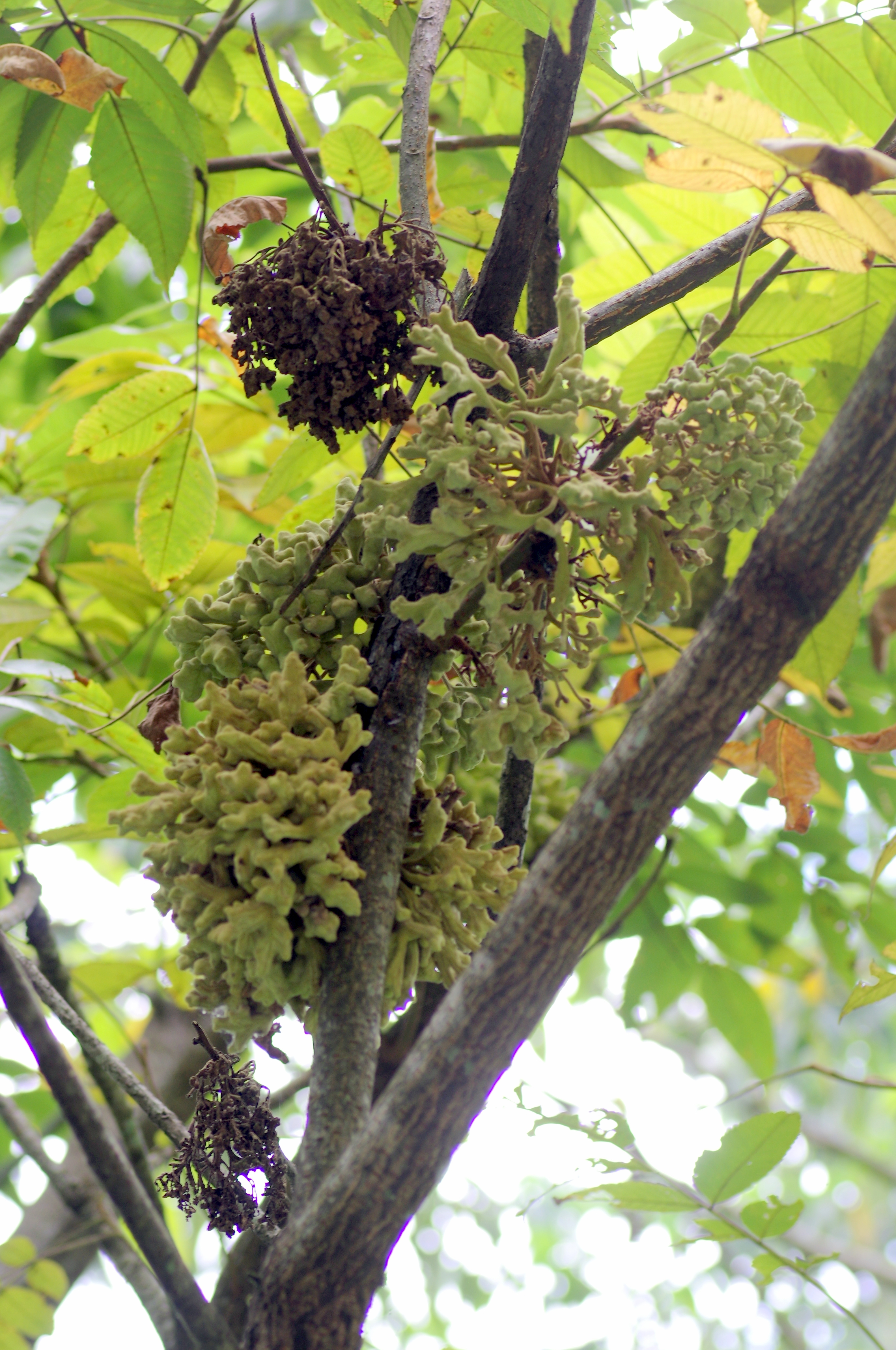
羅氏鹽膚木上的珊瑚狀蟲癭，攝於桃園

## 使用
植物癭因富含單寧酸，自公元5世紀以來，歐洲人便開始利用橡樹瘿，製造永久性墨水（如鐵膽墨水）, 這些墨水廣泛應用於書寫與繪畫。或用做染料以染髮和染布，皮革鞣製。某些蟲癭也被認為具有藥用價值，漆樹科鹽膚木屬（Rhus）植物上所形成的蚜蟲蟲癭，被稱為五倍子，在【山海經】與【本草綱目】被認具消腫、消毒、防腐、止血、鎮痛、避孕等功效，歐洲也使用蟲癭來治療痢疾。